# Wijken en buurten in 's-Hertogenbosch
De Nederlandse gemeente 's-Hertogenbosch is voor statistische doeleinden onderverdeeld in wijken en buurten. De gemeente is verdeeld in de volgende statistische wijken:
- Wijk 01 Binnenstad (CBS-wijkcode:079601)
- Wijk 02 Zuidoost (CBS-wijkcode:079602)
- Wijk 03 Graafsepoort (CBS-wijkcode:079603)
- Wijk 04 Muntel en Vliert (CBS-wijkcode:079604)
- Wijk 05 Rosmalen Zuid (CBS-wijkcode:079605)
- Wijk 06 Rosmalen Noord (CBS-wijkcode:079606)
- Wijk 07 De Groote Wielen (CBS-wijkcode:079607)
- Wijk 08 Empel (CBS-wijkcode:079608)
- Wijk 09 Noord (CBS-wijkcode:079609)
- Wijk 10 Maaspoort (CBS-wijkcode:079610)
- Wijk 11 West (CBS-wijkcode:079611)
- Wijk 12 Engelen (CBS-wijkcode:079612)
- Wijk 13 Nuland (CBS-wijkcode:079613)
- Wijk 14 Vinkel (CBS-wijkcode:079614)

Een statistische wijk kan bestaan uit meerdere buurten. Onderstaande tabel geeft de buurtindeling met kentallen volgens het Centraal Bureau voor de Statistiek (1 januari 2022):
| CBS-buurtcode | Buurtnaam                         | Inwonertal | Opp. totaal (ha) | Opp. land (ha) | Ligging                |
| ------------- | --------------------------------- | ---------- | ---------------- | -------------- | ---------------------- |
| BU07960101    | Binnenstad-Centrum                | 6287       | 80               | 71             | Locatie in de gemeente |
| BU07960102    | Binnenstad-Oost                   | 1977       | 30               | 29             | Locatie in de gemeente |
| BU07960103    | De Hofstad                        | 1088       | 9                | 8              | Locatie in de gemeente |
| BU07960104    | Binnenstad-Noord                  | 943        | 13               | 10             | Locatie in de gemeente |
| BU07960105    | Het Zand                          | 2517       | 60               | 57             | Locatie in de gemeente |
| BU07960106    | Vughterpoort                      | 390        | 44               | 39             | Locatie in de gemeente |
| BU07960201    | Het Bossche Broek                 | 0          | 202              | 181            | Locatie in de gemeente |
| BU07960202    | Zuid                              | 3869       | 170              | 129            | Locatie in de gemeente |
| BU07960203    | Bazeldonk                         | 1557       | 27               | 25             | Locatie in de gemeente |
| BU07960204    | Bedrijventerrein-Zuid             | 16         | 12               | 9              | Locatie in de gemeente |
| BU07960205    | De Gestelse Buurt                 | 1056       | 16               | 16             | Locatie in de gemeente |
| BU07960206    | Pettelaarpark                     | 0          | 34               | 27             | Locatie in de gemeente |
| BU07960207    | De Meerendonk                     | 584        | 78               | 71             | Locatie in de gemeente |
| BU07960208    | Kloosterstraat                    | 9          | 196              | 196            | Locatie in de gemeente |
| BU07960209    | De Bossche Pad                    | 511        | 7                | 7              | Locatie in de gemeente |
| BU07960210    | Grevelingen                       | 616        | 10               | 9              | Locatie in de gemeente |
| BU07960211    | Aawijk-Zuid                       | 4088       | 147              | 110            | Locatie in de gemeente |
| BU07960212    | Bedrijvenpark De Brand            | 0          | 204              | 173            | Locatie in de gemeente |
| BU07960301    | De Hinthamerpoort                 | 2075       | 19               | 18             | Locatie in de gemeente |
| BU07960302    | Graafsebuurt-Zuid                 | 1829       | 19               | 18             | Locatie in de gemeente |
| BU07960303    | Aawijk-Noord                      | 2044       | 28               | 27             | Locatie in de gemeente |
| BU07960304    | Graafsebuurt-Noord                | 2276       | 77               | 77             | Locatie in de gemeente |
| BU07960305    | Hintham-Zuid                      | 3847       | 77               | 73             | Locatie in de gemeente |
| BU07960306    | Hintham-Noord                     | 2061       | 67               | 66             | Locatie in de gemeente |
| BU07960401    | De Muntel                         | 3112       | 28               | 27             | Locatie in de gemeente |
| BU07960402    | De Vliert                         | 3426       | 73               | 59             | Locatie in de gemeente |
| BU07960403    | Orthenpoort                       | 539        | 20               | 18             | Locatie in de gemeente |
| BU07960501    | Maliskamp-West                    | 82         | 72               | 72             | Locatie in de gemeente |
| BU07960502    | Maliskamp-Oost                    | 1250       | 80               | 80             | Locatie in de gemeente |
| BU07960503    | Het Vinkel                        | 129        | 350              | 345            | Locatie in de gemeente |
| BU07960504    | Binckhorst                        | 582        | 247              | 247            | Locatie in de gemeente |
| BU07960505    | Sparrenburg                       | 3266       | 68               | 68             | Locatie in de gemeente |
| BU07960506    | Molenhoek                         | 3989       | 138              | 138            | Locatie in de gemeente |
| BU07960507    | A2 zone Rosmalen-Zuid             | 159        | 88               | 88             | Locatie in de gemeente |
| BU07960601    | 't Ven                            | 2354       | 52               | 52             | Locatie in de gemeente |
| BU07960602    | Rosmalen-Centrum                  | 1583       | 40               | 40             | Locatie in de gemeente |
| BU07960603    | Hondsberg                         | 2395       | 58               | 58             | Locatie in de gemeente |
| BU07960604    | Kruisstraat                       | 552        | 355              | 355            | Locatie in de gemeente |
| BU07960605    | Bedrijventerrein Kruisstraat      | 76         | 36               | 36             | Locatie in de gemeente |
| BU07960606    | De Overlaet-Oost                  | 2940       | 52               | 51             | Locatie in de gemeente |
| BU07960607    | De Overlaet-West                  | 2465       | 62               | 62             | Locatie in de gemeente |
| BU07960608    | A2 zone Rosmalen Noord            | 53         | 65               | 65             | Locatie in de gemeente |
| BU07960609    | Rosmalense Polder                 | 98         | 785              | 781            | Locatie in de gemeente |
| BU07960701    | Brabantpoort                      | 3          | 93               | 74             | Locatie in de gemeente |
| BU07960702    | De Groote Vliet                   | 36         | 26               | 26             | Locatie in de gemeente |
| BU07960703    | Vlietdijk                         | 218        | 33               | 33             | Locatie in de gemeente |
| BU07960704    | Broekland                         | 3404       | 70               | 70             | Locatie in de gemeente |
| BU07960705    | De Watertuinen                    | 1553       | 39               | 29             | Locatie in de gemeente |
| BU07960706    | De Hoven                          | 3019       | 41               | 41             | Locatie in de gemeente |
| BU07960799    | Landelijk gebied De Groote Wielen | 6          | 278              | 238            | Locatie in de gemeente |
| BU07960801    | Kom Empel                         | 1250       | 49               | 49             | Locatie in de gemeente |
| BU07960802    | Maasakker                         | 2591       | 87               | 84             | Locatie in de gemeente |
| BU07960803    | Empel-Oost                        | 2627       | 101              | 98             | Locatie in de gemeente |
| BU07960804    | De Koornwaard                     | 116        | 427              | 337            | Locatie in de gemeente |
| BU07960901    | De Buitenpepers                   | 2163       | 44               | 44             | Locatie in de gemeente |
| BU07960902    | De Herven                         | 1303       | 52               | 51             | Locatie in de gemeente |
| BU07960903    | Bedrijventerrein De Herven        | 34         | 130              | 127            | Locatie in de gemeente |
| BU07960904    | De Slagen                         | 1551       | 33               | 33             | Locatie in de gemeente |
| BU07960905    | De Haren                          | 989        | 19               | 19             | Locatie in de gemeente |
| BU07960906    | De Reit                           | 1598       | 30               | 29             | Locatie in de gemeente |
| BU07960907    | De Donk                           | 1899       | 63               | 58             | Locatie in de gemeente |
| BU07960908    | De Rompert                        | 2394       | 54               | 54             | Locatie in de gemeente |
| BU07960909    | De Hambaken                       | 1285       | 20               | 20             | Locatie in de gemeente |
| BU07960910    | De Sprookjesbuurt                 | 1667       | 24               | 24             | Locatie in de gemeente |
| BU07960911    | De Muziekinstrumentenbuurt        | 1219       | 21               | 21             | Locatie in de gemeente |
| BU07960912    | De Edelstenenbuurt                | 1167       | 25               | 25             | Locatie in de gemeente |
| BU07960913    | Orthen                            | 1576       | 51               | 49             | Locatie in de gemeente |
| BU07960914    | Orthen-West                       | 790        | 33               | 33             | Locatie in de gemeente |
| BU07960915    | Bedrijventerrein-Noord            | 1          | 31               | 31             | Locatie in de gemeente |
| BU07961001    | De Italiaanse buurt               | 526        | 60               | 41             | Locatie in de gemeente |
| BU07961002    | Maasdal                           | 2333       | 33               | 33             | Locatie in de gemeente |
| BU07961003    | Abdijenbuurt                      | 1066       | 62               | 62             | Locatie in de gemeente |
| BU07961004    | Lokeren                           | 1323       | 20               | 20             | Locatie in de gemeente |
| BU07961005    | Maasstroom                        | 1916       | 31               | 30             | Locatie in de gemeente |
| BU07961006    | De Staatsliedenbuurt              | 1715       | 27               | 27             | Locatie in de gemeente |
| BU07961007    | Het Zilverpark                    | 2158       | 35               | 35             | Locatie in de gemeente |
| BU07961008    | Maasvallei                        | 2337       | 35               | 35             | Locatie in de gemeente |
| BU07961009    | Maasoever                         | 2719       | 52               | 52             | Locatie in de gemeente |
| BU07961010    | Bedrijventerrein Maaspoort        | 21         | 91               | 91             | Locatie in de gemeente |
| BU07961011    | Oud Empel                         | 97         | 117              | 89             | Locatie in de gemeente |
| BU07961101    | Boschveld                         | 3321       | 50               | 47             | Locatie in de gemeente |
| BU07961102    | Paleiskwartier                    | 3360       | 49               | 44             | Locatie in de gemeente |
| BU07961103    | Willemspoort                      | 468        | 55               | 55             | Locatie in de gemeente |
| BU07961104    | Deuteren                          | 1600       | 28               | 27             | Locatie in de gemeente |
| BU07961105    | De Moerputten                     | 265        | 271              | 243            | Locatie in de gemeente |
| BU07961106    | De Schutskamp                     | 4934       | 109              | 107            | Locatie in de gemeente |
| BU07961107    | De Kruiskamp                      | 8345       | 125              | 123            | Locatie in de gemeente |
| BU07961108    | De Rietvelden-Oost                | 121        | 81               | 78             | Locatie in de gemeente |
| BU07961109    | De Rietvelden-West                | 23         | 129              | 122            | Locatie in de gemeente |
| BU07961110    | Veemarktkwartier                  | 11         | 57               | 40             | Locatie in de gemeente |
| BU07961111    | Ertveld                           | 251        | 170              | 113            | Locatie in de gemeente |
| BU07961201    | Kom Engelen                       | 2786       | 123              | 119            | Locatie in de gemeente |
| BU07961202    | De Vutter                         | 97         | 41               | 41             | Locatie in de gemeente |
| BU07961203    | Henriëttewaard                    | 80         | 259              | 212            | Locatie in de gemeente |
| BU07961204    | De Haverleij                      | 2420       | 302              | 164            | Locatie in de gemeente |
| BU07961205    | Bokhoven                          | 302        | 310              | 282            | Locatie in de gemeente |
| BU07961206    | Engelermeer                       | 16         | 428              | 323            | Locatie in de gemeente |
| BU07961301    | Kom Nuland                        | 3472       | 170              | 170            | niet beschikbaar       |
| BU07961302    | Bedrijventerrein Nuland           | 100        | 14               | 14             | niet beschikbaar       |
| BU07961303    | De Lage Kant                      | 288        | 164              | 164            | niet beschikbaar       |
| BU07961304    | Heeseind                          | 575        | 367              | 367            | niet beschikbaar       |
| BU07961399    | Landelijk gebied Nuland           | 119        | 557              | 551            | niet beschikbaar       |
| BU07961401    | Kom Vinkel                        | 1291       | 95               | 95             | niet beschikbaar       |
| BU07961402    | Vinkeloord                        | 521        | 165              | 163            | niet beschikbaar       |
| BU07961499    | Landelijk gebied Vinkel           | 867        | 1094             | 1094           | niet beschikbaar       |